# Trichogramma lasallei
Trichogramma lasallei är en stekelart som beskrevs av Pinto 1999. Trichogramma lasallei ingår i släktet Trichogramma och familjen hårstrimsteklar. Inga underarter finns listade i Catalogue of Life.